# Црвенковский, Крсте
Крсте Црвенковский (макед. Крсте Црвенковски; 16 июля 1921 года Прилеп, Королевство сербов, хорватов и словенцев — 21 июля 2001 года Скопье, Республика Македония) — коммунистический лидер Македонии в составе СФРЮ, секретарь ЦК Союза коммунистов Македонии с 1963 по 1969 год.

## Биография
Црвенковский был участником антифашистской борьбы македонского народа и был награждён орденом Народного героя (1953). В послевоенное время он был министром просвещения и культуры Югославии (1958—1963). В июле 1963 года сменил, впавшего в немилость Лазара Колишевского, на посту секретаря ЦК СКМ и занимал его до марта 1969 года. Затем он стал членом Президиума СФРЮ, а с июня 1971 по июнь 1972 года был заместителем председателя Президиума Иосипа Броз Тито. В 1974 году из-за либеральных взглядов отстранён от политики.
В начале девяностых годов он вместе со Славко Милосавлевским основал Социал-демократическую партию Македонии.
Его сын Стево Црвенковский был министром иностранных дел и послом Македонии в Великобритании.
В 2022 году посмертно награждён орденом Республики Северная Македония.

## Творчество
Как публицист, Крсте Црвенковский опубликовал следующие работы:
- "Проблемы реформирования государственного университета" (1959, на сербско-хорватском языке)
- "Союз коммунистов Македонии и демократизация общества" (1971)
- "Подводные камни политики: разговоры с Крсте Црвенковским" (1993)
- "Наш взгляд на эпоху Колишевского" (совместно с Славко Милосавлевским) (1996)
- "Украденная правда" (2003, посмертно)